# Кіноджем

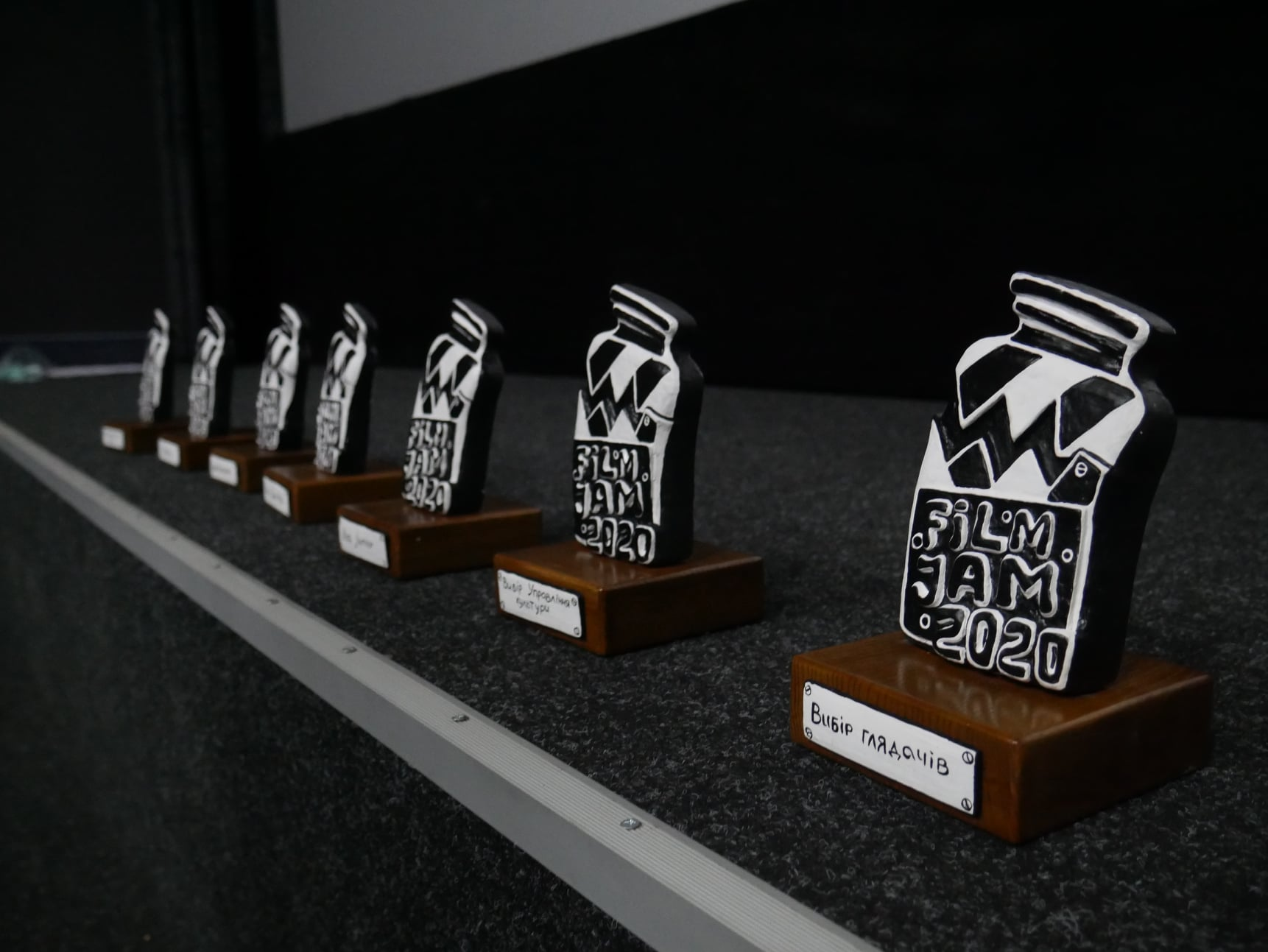
Нагороди кінофестивалю Кіноджем 2019 року

КіноДжем . —  кінофестиваль короткометражних фільмів відбувається в місті Херсон, Україна (2015-2022 рр.). У зв'язку з повномасштабним вторгненням проведення фестивалю тимчасово припинено.

## Мета фестивалю
Метою фестивалю є популяризація руху кінолюбителів.

## Історія
"Кіноджем" вперше відбувся у 2015 році.
Головною подією фестивалю є конкурсна програма «Фільм за тиждень». Протягом тижня зареєстровані команди повинні зняти фільм до 5 хвилин по умовам, визначеним відкритим жеребкуванням, та надати організаторам конкурсу. Через тиждень ці фільми усі бажаючи можуть побачити ці фільми на великому екрані в кінотеатрі.
Головна мета - це розвиток незалежного та аматорського кінематографу України та м.Херсон.  
У 2018  з’явилась друга кокурсна програма фестилю: «Фільм Року». Це відкрита конкурсна програма для фільмів до 20 хвилин з обов’язковим субтитруванням англійською чи українською мовами. Головна мета - це ознайомлення глядачів з  короткометражними фільмами кращих світових та українських режисерів.

## Кіноджем 2019
11 жовтня в місті Херсон відбувся 5 Міжнародний кінофестиваль короткометражних фільмів «КіноДжем»2019. Зняти фільм за 7 днів, крім херсонців, спробували учасники з Києва, Рівного, а також Чехії і  США. Всього у фестивалі взяли участь 38 команд.
У молодшій лізі (Junior) перемогла херсонська команда Star Peppers із фільмом "Гуру".У лізі напівпрофесіоналів (SemiPro) перемогла херсонська команда "Світлячок" із фільмом «Among I».переможцем в професійній лізі (Pro), вже вдруге за історію фестивалю, стала команда "Проєкт "Літаюча квітка" із фільмом "Міст" з Великої Олександрівки.
Гостем фестивалю 2019 був художник-аніматор, викладач власної студії авторської анімації Микита Лиськов з Дніпра.

## Кіноджем 2020
В 2020 році на кінофестиваль було надіслано 187 фільмів, з 39 країн. Основні країни учасники: USA, Канада, Велика Британія, Іспанія, Італія, Франція та інші.

## Кіноджем 2022
У зв'язку з повномасштабним вторгненням та окупацією м. Херсон, фестиваль "Кіноджем" відбувся в обмеженому форматі в рамках Міжнародного фестивалю "Бруківка", м. Кам'янець-Подільськ